# Uzdiszentpéter község
Uzdiszentpéter község (románul: Comuna Sânpetru de Câmpie) község Maros megyében, Romániában. Központja Uzdiszentpéter, beosztott falvai Barlabás, Meződomb, Strinatanya, Tuson, Uzdiszentgyörgy.

## Népessége
A 2011-es népszámlálás adatai alapján a község népessége 3060 fő volt.